# Cerro Grande (Lara)
El Cerro Grande es una formación de montaña ubicada en el extremo sur del municipio Blanco, estado Lara, Venezuela. A una altitud promedio entre 2.177 m s. n. m. el Cerro Grande es una de las montañas más altas en Lara.

## Ubicación
El Cerro Grande se encuentra ubicado en la Fila Bucaral, en el extremo norte del parque nacional Yacambú, al sur del estado Lara. Se llega por un camino que parte del poblado de Agua Negra al sur de Quibor.